# Erna Uitham
Erna Uitham is een Nederlands langebaanschaatsster.
Tussen 1984 en 1988 reed Uitham meerdere malen op het NK Allround, het NK Sprint en de NK Afstanden. Haar beste resultaat was 4e op de NK Afstanden 3000 meter in 1987.
In 1987 won ze de Oldambtrit, een schaatsklassieker op natuurijs.
In 1989 werd Uitham Nederlands Kampioen.

## Records

### Persoonlijke records[5]
| Afstand      | Tijd     | Datum            | Baan       |
| ------------ | -------- | ---------------- | ---------- |
| 500 meter    | 43,43    | 2 januari 1988   | Heerenveen |
| 1000 meter   | 1.26,79  | 2 januari 1988   | Heerenveen |
| 1500 meter   | 2.12,35  | 2 januari 1988   | Heerenveen |
| 3000 meter   | 4.33,86  | 2 januari 1988   | Heerenveen |
| 5000 meter   | 7.56,75  | 2 januari 1988   | Heerenveen |
| 10.000 meter | 17.18,60 | 24 februari 1985 | Groningen  |